# 陸前原之町站
陸前原之町站（日语：／ Rikuzen-Haranomachi eki */?）是位於宮城縣仙台市宮城野區五輪二丁目12番36號，東日本旅客鐵道（JR東日本）的仙石線車站。

## 歷史
陸前原之町站是在1925年（大正14年）宮城電氣鐵道仙台站至西鹽釜站之間開通之際同時啟用。當時，車站位於是宮城郡原町。在車站啟用3年後的1928年（昭和3年），與長町一同編入至仙台市。
仙台市電在市的中心部分和環狀線相繼開通後，便向四方建設支線。其中之一為原町線，在原町苦竹設有軍需工場東京第一陸軍造兵廠仙台製造所，而陸軍要求提前開通。該支線於太平洋戰爭中的1942年（昭和17年）開始建設，由於建材不足而工程受到延誤。在戰後的1948年（昭和23年），市電陸前原之町站前全線開業。原町是一個繁榮的商業地區。在1970年（昭和45年），於原町地區的商店數量已經超過1000間。當時，附近地區的人們均會使用仙石線或仙台市電前往原町購物。但是，由於交通擁塞、社會問題和路線虧損問題。在1976年（昭和51年），包含原町線之內的仙台市電全線廢止。
陸前原之町站曾經設有車廠，名為陸前原之町電車區。因此當時曾經設有列車從此站出發和終點站。隨著仙石線地下化，陸前原之町電車區需要遷移，在1991年（平成3年），遷移至福田町站附近，並改名為宮城野電車區，現時名為仙台車輛中心宮城野派出所。仙石線地下化工程在2000年（平成12年）完成，同時陸前原之町站的車站大樓煥然一新。

### 年表
- 1925年（大正14年）6月5日：宮城電氣鐵道（日语：宮城電気鉄道）車站啟用。
- 1944年（昭和19年）5月1日：宮城電氣鐵道被國有化，成為運輸通信省車站。
- 1948年（昭和23年）5月5日：仙台市電原之町線開通，原町站前電車站啟用。
- 1976年（昭和51年）4月1日：仙台市電廢止，原町站前電車站也停用。
- 1986年（昭和61年）：廢除陸前原之町車長區。
- 1987年（昭和62年）4月1日：伴隨國鐵分割民營化，車站由東日本旅客鐵道（JR東日本）營運[7]。
- 1991年（平成3年）3月：陸前原之町電車區關閉，遷移至宮城野電車區（福田町站）。
- 1992年（平成4年）10月31日：3號月台（上行1號線）停用。
- 2000年（平成12年）3月11日：車站地下化。
- 2003年（平成15年）
  - 1月23日：引入自動閘機。
  - 10月26日：此站開始可以使用IC卡「Suica」[8]。
- 2016年（平成28年）4月1日：成為業務委託車站。廢除陸前原之町站長、助理。

## 車站構造
此站是地下車站，設有2面2線的相對式月台。列車往石卷一方離開車站一小段距離後，便離開仙台隧道，路軌提升至地平面處。當初車站是計劃以半地下方式的建設，後來為了較有效地使用土地等理由，便建設地下車站。車站大樓位於地面，車站南邊的土地較低，因此車站南邊與車站大樓設有梯級。
在仙石線地下化工程開始前，設有2面3線月台。站內設有陸前原之町電車區，該處設有許多留置線。車站東邊設有陸前原之町車長區，成為仙石線的運行據點。在東鹽釜站和石卷站設有列車夜間停泊。
在仙石線地下化之際，陸前原之町站於地面車站的位置建設地下化。因此，在1996年（平成8年）陸前原之町電車區的遺址建設了臨時路軌以進行地下化工程。在2000年（平成12年）3月地下區間開業前，車站設有臨時車站大樓和2面2線的臨時月台。包含臨時車站大樓在內，現時的車站大樓已經是第3代。
從前此站設有站長和助理（在部分時期成為管理助理）。當時車站管理榴岡站至福田町站之間各站。現時此站是業務委託車站，委托JR東日本東北綜合服務負責車站業務。
此站設有綠色窗口、自動售票機和自動閘機。在有人檢票口的時代，綠色窗口位於同一位置。另外，此站設有NewDays。
此站在JR特定都區市內制度內為「仙台市內」車站。
車站為了成為仙台市的「Access 30分構想」（綜合鎮），仙台市營巴士和宮城交通設有巴士路線駛入此站。也設有的士站和接送專用的上落客區（Kiss and Ride）。

### 月台
| 月台 | 路線    | 上下行 | 方向               |
| ---- | ------- | ------ | ------------------ |
| 1    | ■仙石線 | 下行   | 松島海岸、石卷方向 |
| 2    | ■仙石線 | 上行   | 仙台、青葉通方向   |

參考

## 使用狀況
根據「JR東日本」，2019年度（令和元年度）1日平均乘車人次為4,209人。
| 乘車人次變化       | 乘車人次變化     | 乘車人次變化    |
| 年度               | 1日平均 乘車人次 | 參考資料        |
| ------------------ | ---------------- | --------------- |
| 1999年（平成11年） | 3,506            |                 |
| 2000年（平成12年） | 3,561            | [ 利用客数 2 ]  |
| 2001年（平成13年） | 3,554            | [ 利用客数 3 ]  |
| 2002年（平成14年） | 3,522            | [ 利用客数 4 ]  |
| 2003年（平成15年） | 3,567            | [ 利用客数 5 ]  |
| 2004年（平成16年） | 3,610            | [ 利用客数 6 ]  |
| 2005年（平成17年） | 3,644            | [ 利用客数 7 ]  |
| 2006年（平成18年） | 3,566            | [ 利用客数 8 ]  |
| 2007年（平成19年） | 3,637            | [ 利用客数 9 ]  |
| 2008年（平成20年） | 3,618            | [ 利用客数 10 ] |
| 2009年（平成21年） | 3,538            | [ 利用客数 11 ] |
| 2010年（平成22年） | 3,354            | [ 利用客数 12 ] |
| 2011年（平成23年） | 沒有發表         |                 |
| 2012年（平成24年） | 3,620            | [ 利用客数 13 ] |
| 2013年（平成25年） | 3,881            | [ 利用客数 14 ] |
| 2014年（平成26年） | 3,883            | [ 利用客数 15 ] |
| 2015年（平成27年） | 4,030            | [ 利用客数 16 ] |
| 2016年（平成28年） | 4,119            | [ 利用客数 17 ] |
| 2017年（平成29年） | 4,232            | [ 利用客数 18 ] |
| 2018年（平成30年） | 4,281            | [ 利用客数 19 ] |
| 2019年（令和元年） | 4,209            | [ 利用客数 1 ]  |

1日平均乘車人次圖表（單位：人/日）

## 車站周邊
陸前原之町站位於仙台市宮城野區五輪二丁目。在1965年（昭和40年）前，此站位於原町南目字五輪。在車站啟用時位於宮城郡原町。當時的原町中沒有「之」字。
原町的名稱取自江戶時代的原町宿。當時，苦竹至舟曳堀之間設有運河，而原町成為船隻的集中地。在昭和以後，隨著仙台的市區擴大，仙台市電支線終點站建設至此站東邊。隨著仙台市成為政令指定都市，在陸前原之町站前設置了宮城野區公所。另外，在2012年（平成24年）舊站和電車區蹟址建設了宮城野區文化中心。該設施內設有宮城野圖書館和音樂堂。另外車站為附近設有區公所和文化中心而設置了小型庭園。
車站附近設有「原之町站·宮城野區公所前」和「宮城野區公所前」巴士站。後者較多巴士班次和路線。
- 國道45號 - 步行1分鐘
- 北日本銀行（日语：北日本銀行）原町分店 - 步行1分鐘
- 榮光研討班（日语：栄光ゼミナール）原町校 - 步行2分鐘
- 進學廣場商場（日语：進学プラザモア）原町教室 - 步行2分鐘
- 仙台東郵局（日语：仙台東郵便局）（暨郵貯銀行仙台東店） - 步行8分鐘
- 陸上自衛隊仙台駐屯地（日语：仙台駐屯地） - 步行10分鐘
- 仙台市立原町小學（日语：仙台市立原町小学校） - 步行12分鐘
- 仙台市立仙台工業高等學校（日语：仙台市立仙台工業高等学校） - 步行15分鐘

## 相鄰車站
東日本旅客鐵道（JR東日本）
■仙石線
宮城野原－陸前原之町－苦竹

## 注腳

### 使用狀況
1. 1 2  . 東日本旅客鐵道.   [2020-07-12]. （原始内容存档于2020-07-10） （日语）.
2. ↑  . 東日本旅客鐵道.   [2019-02-10]. （原始内容存档于2019-03-28） （日语）.
3. ↑  . 東日本旅客鐵道.   [2019-02-10]. （原始内容存档于2019-03-28） （日语）.
4. ↑  . 東日本旅客鐵道.   [2019-02-10]. （原始内容存档于2019-03-28） （日语）.
5. ↑  . 東日本旅客鐵道.   [2019-02-10]. （原始内容存档于2019-03-28） （日语）.
6. ↑  . 東日本旅客鐵道.   [2019-02-10]. （原始内容存档于2019-03-28） （日语）.
7. ↑  . 東日本旅客鐵道.   [2019-02-10]. （原始内容存档于2019-03-28） （日语）.
8. ↑  . 東日本旅客鐵道.   [2019-02-10]. （原始内容存档于2019-03-28） （日语）.
9. ↑  . 東日本旅客鐵道.   [2019-02-10]. （原始内容存档于2019-03-28） （日语）.
10. ↑  . 東日本旅客鐵道.   [2019-02-10]. （原始内容存档于2019-03-28） （日语）.
11. ↑  . 東日本旅客鐵道.   [2019-02-10]. （原始内容存档于2019-03-28） （日语）.
12. ↑  . 東日本旅客鐵道.   [2019-02-10]. （原始内容存档于2019-03-28） （日语）.
13. ↑  . 東日本旅客鐵道.   [2019-02-10]. （原始内容存档于2019-03-28） （日语）.
14. ↑  . 東日本旅客鐵道.   [2019-02-10]. （原始内容存档于2019-03-28） （日语）.
15. ↑  . 東日本旅客鐵道.   [2019-02-10]. （原始内容存档于2019-03-28） （日语）.
16. ↑  . 東日本旅客鐵道.   [2019-02-10]. （原始内容存档于2019-03-23） （日语）.
17. ↑  . 東日本旅客鐵道.   [2019-02-10]. （原始内容存档于2019-03-28） （日语）.
18. ↑  . 東日本旅客鐵道.   [2019-02-10]. （原始内容存档于2019-03-21） （日语）.
19. ↑  . 東日本旅客鐵道.   [2019-07-18]. （原始内容存档于2019-07-05） （日语）.

## 外部連結
- 車站資訊（陸前原之町）：東日本旅客鐵道（日語）